# Germania Ovest ai Giochi olimpici
La Germania Ovest ha partecipato ai Giochi olimpici tra il 1968 e il 1988, con l'eccezione dei Giochi estivi del 1980 che furono boicottati. Nel 1952, visto il rifiuto della Germania Est di collaborare, la Germania Ovest partecipò de facto da sola ai Giochi olimpici, ma in rappresentanza della Germania, alla quale vengono riconosciute le medaglie di quell'edizione. Tra il 1956 e il 1964 la Germania Ovest e la Germania Est presentarono insieme una Squadra Unificata Tedesca ai Giochi olimpici. Con la riunificazione della Germania del 1990, il team della Germania tornò alle competizioni.
Nel 1972 la Germania Ovest ha anche ospitato i Giochi della XX Olimpiade, a Monaco di Baviera.

## Medagliere storico

### Medaglie alle Olimpiadi estive
| Giochi                          | Oro           | Argento       | Bronzo        | Totale        |
| ------------------------------- | ------------- | ------------- | ------------- | ------------- |
| 1968 Città del Messico          | 5             | 11            | 10            | 26            |
| 1972 Monaco (nazione ospitante) | 13            | 11            | 16            | 40            |
| 1976 Montreal                   | 10            | 12            | 17            | 39            |
| 1980 Mosca                      | non partecipò | non partecipò | non partecipò | non partecipò |
| 1984 Los Angeles                | 17            | 19            | 23            | 59            |
| 1988 Seul                       | 11            | 14            | 15            | 40            |
| Totale                          | 56            | 67            | 81            | 204           |

### Medaglie alle Olimpiadi invernali
| Giochi           | Oro | Argento | Bronzo | Totale |
| ---------------- | --- | ------- | ------ | ------ |
| 1968 Grenoble    | 2   | 2       | 3      | 7      |
| 1972 Sapporo     | 3   | 1       | 1      | 5      |
| 1976 Innsbruck   | 2   | 5       | 3      | 10     |
| 1980 Lake Placid | 0   | 2       | 3      | 5      |
| 1984 Sarajevo    | 2   | 1       | 1      | 4      |
| 1988 Calgary     | 2   | 4       | 2      | 8      |
| Totale           | 11  | 15      | 13     | 39     |